# Morten Stig Christensen
Morten Stig Christensen (født 27. december 1958 i Hjørring, død 1. november 2024) var en dansk håndboldspiller, studievært og chef for TV 2/Sporten og forhenværende formand i Dansk Håndbold.
14. december 2024 blev han posthumt hædret med European Handball Federations hædersbevisning EHF Honorary Award.

## Håndboldkarriere
Han blev i 1970'erne kendt som håndboldspiller. Udover en række Y- og U-landskampe spillede han på A-landsholdet, hvor han fik 190 kampe og scorede 445 mål. Han debuterede i 1976 på A-landsholdet i en alder af blot 17 år, 6 måneder og 7 dage og er fortsat den yngste debutant på herrelandsholdet. Han blev en af Leif Mikkelsens stamspillere og optrådte i tre OL-slutrunder for Danmark.
Barndomsklubben var MK 31, men han spillede også for SAGA, Gladsaxe HG, Stavanger og Tarup-Paarup IF.

## Efter håndboldkarrieren
Efter håndboldkarrierens afslutning havde Morten Stig Christensen en enkelt optræden som skuespiller i filmen Venner for altid, men han arbejdede særligt med tv, først som studievært og siden sideløbende frem til marts 2007 som chef. 12. juni samme år blev Morten Stig Christensen udnævnt til generalsekretær og direktør i Dansk Håndbold Forbund.

## Privat
Morten Stig Christensen læste fysik og matematik på universitetet og blev uddannet som folkeskolelærer fra N. Zahles Seminarium. Han blev i 2005 udnævnt til ridder af Dannebrogordenen. Han var gift med Anne Engdal Stig Christensen. Parret boede i Hunderup-kvarteret i Odense. Han havde to børn fra et tidligere ægteskab samt tre med Anne.